# 于中海
于中海（？—），男，中华人民共和国军事人物、政治人物，中国人民解放军少将，曾任福建省军区司令员，江苏省军区司令员。